# Persone di cognome Müller
| Questa pagina contiene informazioni ricavate automaticamente dalle voci biografiche con l'ausilio del template Bio e di un bot. L'aggiornamento è periodico e automatico e ricostruisce completamente la pagina. Se manca una persona in questa lista, sei pregato di non aggiungerla, ma accertati piuttosto che la sua voce biografica contenga il template Bio e che i dati anagrafici siano correttamente compilati. Se il template Bio manca, inseriscilo tu stesso o, in alternativa, metti l'avviso {{tmp\|Bio}} che ne segnala la mancanza. Se i dati riportati sono sbagliati, correggi direttamente la voce biografica; le modifiche saranno visibili in questa lista entro pochi giorni. Per chiarimenti vedi il progetto antroponimi. La lista contiene solo le 219 persone che sono citate nell'enciclopedia e per le quali è stato implementato correttamente il template Bio. Pagina aggiornata al 23 lug 2025. |

Questa è una lista di persone presenti nell'enciclopedia che hanno il cognome Müller, suddivise per attività principale.

## Allenatori di calcio(6)
- Joachim Müller, allenatore di calcio e ex calciatore tedesco orientale (Zwickau, n. 1952)
- Matthias Müller, allenatore di calcio e ex calciatore tedesco orientale (Dresda, n. 1954)
- René Müller, allenatore di calcio e ex calciatore tedesco orientale (Lipsia, n. 1959)
- Heinrich Müller, allenatore di calcio e calciatore austriaco (Vienna, n. 1909 - Vienna, † 2000)
- Kurt Müller, allenatore di calcio e ex calciatore svizzero (Lucerna, n. 1948)
- René Müller, allenatore di calcio e ex calciatore tedesco (Minden, n. 1974)

## Anatomisti(2)
- Johannes Peter Müller, anatomista, fisiologo e ittiologo tedesco (Coblenza, n. 1801 - Berlino, † 1858)
- Heinrich Müller, anatomista tedesco (Castell, n. 1820 - Würzburg, † 1864)

## Arcivescovi cattolici(1)
- Johann Evangelist Müller, arcivescovo cattolico tedesco (Gründholm, n. 1877 - Markt Indersdorf, † 1965)

## Atleti(1)
- Wolfgang Müller, atleta tedesco (Dresda, n. 1943)

## Attivisti(1)
- Franz Josef Müller, attivista tedesco (Ulma, n. 1924 - Monaco di Baviera, † 2015)

## Attori(3)
- Mike Müller, attore svizzero (Grenchen, n. 1963)
- Paul Müller, attore svizzero (Neuchâtel, n. 1923 - Tivoli, † 2016)
- Wolfgang Müller, attore e doppiatore tedesco (Colonia, n. 1953)

## Attori teatrali(1)
- Ludvig Müller, attore teatrale e regista teatrale norvegese (Bergen, n. 1868 - Bad Nauheim, † 1922)

## Attrici(5)
- Nadia Cassini, attrice, showgirl e cantante statunitense (Woodstock, n. 1949 - Reggio Calabria, † 2025)
- Mascha Müller, attrice tedesca (Monaco di Baviera, n. 1984)
- Nicole Mercedes Müller, attrice tedesca (Berlino, n. 1996)
- Lillian Müller, attrice e modella norvegese (Grimstad, n. 1951)
- Renate Müller, attrice e cantante tedesca (Monaco di Baviera, n. 1906 - Berlino, † 1937)

## Biologi(1)
- Fritz Müller, biologo tedesco (Erfurt, n. 1821 - Blumenau, † 1897)

## Botanici(2)
- Johannes Müller Argoviensis, botanico svizzero (Teufenthal, n. 1828 - Ginevra, † 1896)
- Hermann Müller, botanico tedesco (n. 1829 - † 1883)

## Calciatori(45)
- Hansi Müller, ex calciatore tedesco (Stoccarda, n. 1957)
- Bringfried Müller, calciatore e allenatore di calcio tedesco orientale (Gera, n. 1931 - † 2016)
- Gerd Müller, calciatore e dirigente sportivo tedesco (Nördlingen, n. 1945 - Wolfratshausen, † 2021)
- Heinz Müller, ex calciatore tedesco (Francoforte sul Meno, n. 1978)
- Helmut Müller, ex calciatore tedesco orientale (Steinach, n. 1937)
- Jochen Müller, calciatore tedesco orientale (Erfurt, n. 1925 - † 1985)
- Jochen Müller, ex calciatore tedesco (Erbach, n. 1963)
- Klaus Müller, ex calciatore tedesco orientale (Dresda, n. 1953)
- Ludwig Müller, calciatore tedesco (Haßfurt, n. 1941 - Haßfurt, † 2021)
- Nicolai Müller, ex calciatore tedesco (Lohr am Main, n. 1987)
- Patrick Müller, ex calciatore svizzero (Ginevra, n. 1976)
- Sándor Müller, calciatore ungherese (Budapest, n. 1949 - Budapest, † 2024)
- Thomas Müller, calciatore tedesco (Weilheim in Oberbayern, n. 1989)
- Adolf Müller, calciatore austriaco
- Alois Müller, calciatore austriaco (Stockerau, n. 1890 - Vienna, † 1969)
- Andreas Müller, ex calciatore tedesco (Stoccarda, n. 1962)
- Andreas Müller, calciatore tedesco (Sinsheim, n. 2000)
- Christian Müller, ex calciatore tedesco (Bergheim, n. 1938)
- Christian Müller, calciatore tedesco (Berlino, n. 1984)
- Christian Müller, ex calciatore tedesco (Offenbach am Main, n. 1983)
- Donato Müller, calciatore svizzero (n. 1934 - † 2005)
- Eduard Müller, calciatore svizzero (n. 1908)
- Ernst Müller, calciatore tedesco (Berlino, n. 1901 - † 1958)
- Fabian Müller, ex calciatore tedesco (Berchtesgarden, n. 1986)
- Florian Müller, calciatore tedesco (Saarlouis, n. 1997)
- François Müller, calciatore lussemburghese (n. 1927 - † 1999)
- Friedrich Müller, calciatore tedesco (Monaco di Baviera, n. 1907 - † 1978)
- Gerd Müller, ex calciatore tedesco (n. 1954)
- Heinrich Müller, calciatore e allenatore di calcio svizzero (Marsiglia, n. 1888 - Montreux, † 1957)
- Heini Müller, calciatore svizzero
- Jan Müller, ex calciatore faroese (n. 1969)
- Jannik Müller, calciatore tedesco (Adenau, n. 1994)
- Josef Müller, calciatore tedesco (Würzburg, n. 1893 - † 1984)
- Kevin Müller, calciatore tedesco (Rostock, n. 1991)
- Mila, calciatore brasiliano (Três Passos, n. 2003)
- Manfred Müller, ex calciatore tedesco (Essen, n. 1947)
- Marius Müller, calciatore tedesco (Heppenheim, n. 1993)
- Martin Müller, ex calciatore ceco (n. 1970)
- Roland Müller, calciatore tedesco (Colonia, n. 1988)
- Sven Müller, ex calciatore tedesco (Burgau, n. 1980)
- Valentino Müller, calciatore austriaco (Lustenau, n. 1999)
- Viktor Müller, calciatore austriaco (n. 1886 - † 1950)
- Vincent Müller, calciatore tedesco (n. 2000)
- Walter Müller, calciatore svizzero (Uznach, n. 1938 - † 2018)
- Walter Müller, ex calciatore tedesco (Zweibrücken, n. 1954)

## Calciatrici(2)
- Claudia Müller, ex calciatrice tedesca (Brema, n. 1974)
- Martina Müller, ex calciatrice tedesca (Kassel, n. 1980)

## Canottieri(3)
- Xeno Müller, ex canottiere svizzero (Zurigo, n. 1972)
- Bruno Müller, canottiere tedesco (n. 1902 - † 1975)
- Lukas Müller, canottiere tedesco (Wetzlar, n. 1987)

## Cantanti(6)
- C. C. Catch, cantante tedesca (Oss, n. 1964)
- Véronique Müller, cantante svizzera (Morat, n. 1948)
- Eliane, cantante svizzera (Hochdorf, n. 1990)
- Ina Müller, cantante e conduttrice televisiva tedesca (Köhlen, n. 1965)
- Sandy Müller, cantante italiana (n. 1977)
- Selina Shirin Müller, cantante e attrice tedesca (Ehringshausen, n. 1993)

## Cardinali(1)
- Gerhard Ludwig Müller, cardinale, arcivescovo cattolico e teologo tedesco (Finthen, n. 1947)

## Cartografi(1)
- Johann Christoph Müller, cartografo tedesco (Wöhrd, n. 1673 - Vienna, † 1721)

## Cestiste(1)
- Alexandra Müller, ex cestista tedesca (Oettingen in Bayern, n. 1983)

## Cestisti(2)
- Bogdan Müller, cestista jugoslavo (n. 1930 - Lubiana, † 2018)
- Malik Müller, ex cestista tedesco (Francoforte sul Meno, n. 1994)

## Chimici(1)
- Paul Hermann Müller, chimico svizzero (Olten, n. 1899 - Basilea, † 1965)

## Ciclisti su strada(4)
- Dirk Müller, ex ciclista su strada tedesco (Bad Hersfeld, n. 1973)
- Heinz Müller, ciclista su strada e pistard tedesco (Schwenningen, n. 1924 - Schwenningen, † 1975)
- Jörg Müller, ex ciclista su strada, pistard e dirigente sportivo svizzero (Aarau, n. 1961)
- Patrick Müller, ex ciclista su strada e pistard svizzero (Zurigo, n. 1996)

## Circensi(1)
- Dimitri, circense, mimo e attore teatrale svizzero (Ascona, n. 1935 - Centovalli, † 2016)

## Clarinettisti(1)
- Ivan Müller, clarinettista, compositore e inventore russo (Reval, n. 1786 - Bückeburg, † 1854)

## Combinatisti nordici(1)
- Thomas Müller, ex combinatista nordico tedesco occidentale (Aschaffenburg, n. 1961)

## Compositori(1)
- August Eberhard Müller, compositore e organista tedesco (Northeim, n. 1767 - Weimar, † 1817)

## Critici cinematografici(1)
- Marco Müller, critico cinematografico, produttore cinematografico e direttore artistico italiano (Roma, n. 1953)

## Danzatori(1)
- Andreas Müller, ballerino italiano (Singen, n. 1996)

## Direttori d'orchestra(1)
- Edoardo Müller, direttore d'orchestra e pianista italiano (Trieste, n. 1938 - Milano, † 2016)

## Direttori della fotografia(1)
- Robby Müller, direttore della fotografia olandese (Willemstad, n. 1940 - Amsterdam, † 2018)

## Dirigenti d'azienda(1)
- Matthias Müller, dirigente d'azienda e imprenditore tedesco (Limbach-Oberfrohna, n. 1953)

## Dirigenti sportivi(3)
- Dieter Müller, dirigente sportivo e ex calciatore tedesco (Offenbach am Main, n. 1954)
- Lars Müller, dirigente sportivo, allenatore di calcio e ex calciatore tedesco (Werne, n. 1976)
- Pascal Müller, dirigente sportivo e ex hockeista su ghiaccio svizzero (Langnau im Emmental, n. 1979)

## Discobole(1)
- Nadine Müller, discobola tedesca (Lipsia, n. 1985)

## Doppiatori(1)
- Tobias Müller, doppiatore tedesco (Berlino, n. 1979)

## Drammaturghi(1)
- Heiner Müller, drammaturgo e poeta tedesco (Eppendorf, n. 1929 - Berlino, † 1995)

## Erpetologi(1)
- Lorenz Müller, erpetologo tedesco (Magonza, n. 1868 - Monaco di Baviera, † 1953)

## Esploratori(1)
- Gerhard Friedrich Müller, esploratore, storico e etnografo tedesco (Herford, n. 1705 - Mosca, † 1783)

## Filologi(1)
- Wilhelm Konrad Hermann Müller, filologo e scrittore tedesco (Holzminden, n. 1812 - Gottinga, † 1890)

## Filosofi(1)
- Max Müller, filosofo, filologo e storico delle religioni tedesco (Dessau, n. 1823 - Oxford, † 1900)

## Fisici(3)
- Karl Alexander Müller, fisico svizzero (Basilea, n. 1927 - Zurigo, † 2023)
- Klaus-Robert Müller, fisico e informatico tedesco (Karlsruhe, n. 1964)
- Walther Müller, fisico tedesco (Hannover, n. 1905 - Walnut Creek, † 1979)

## Generali(3)
- Heinrich Müller, generale e poliziotto tedesco (Monaco di Baviera, n. 1900)
- Friedrich-Wilhelm Müller, generale tedesco (Barmen, n. 1897 - Atene, † 1947)
- Vincenz Müller, generale e politico tedesco (Aichach, n. 1894 - Berlino, † 1961)

## Geologi(2)
- Fritz Müller, geologo svizzero (Sünikon, n. 1926 - Ghiacciaio del Rodano, † 1980)
- Leopold Müller, geologo austriaco (Salisburgo, n. 1908 - Salisburgo, † 1988)

## Giocatori di curling(2)
- Toni Müller, giocatore di curling svizzero (n. 1984)
- Daniel Müller, giocatore di curling svizzero (n. 1965)

## Giocatori di football americano(3)
- David Müller, giocatore di football americano tedesco
- Louis Müller, giocatore di football americano tedesco (Amburgo, n. 1993)
- Silas Müller, giocatore di football americano svizzero (n. 1993)

## Grecisti(2)
- Karl Otfried Müller, grecista, filologo classico e etruscologo tedesco (Brieg, n. 1797 - Atene, † 1840)
- Karl Wilhelm Ludwig Müller, grecista tedesco (Clausthal-Zellerfeld, n. 1813 - Gottinga, † 1894)

## Hockeisti su ghiaccio(3)
- Jonas Müller, ex hockeista su ghiaccio svizzero (Glarona, n. 1984)
- Moritz Müller, hockeista su ghiaccio tedesco (Francoforte sul Meno, n. 1986)
- Robert Müller, hockeista su ghiaccio tedesco (Rosenheim, n. 1980 - Rosenheim, † 2009)

## Hockeisti su prato(1)
- Maximilian Müller, hockeista su prato tedesco (Norimberga, n. 1987)

## Imprenditori(1)
- Carl Heinrich Florenz Müller, imprenditore tedesco (Piesau, n. 1845 - Amburgo, † 1912)

## Informatici(1)
- Urban Müller, informatico svizzero

## Ingegneri(1)
- Johann Helfrich von Müller, ingegnere tedesco (Kleve, n. 1746 - Darmstadt, † 1830)

## Linguisti(1)
- Friedrich Müller, linguista, etnologo e bibliotecario austriaco (Jemnice, n. 1834 - Vienna, † 1898)

## Logici(1)
- August Friedrich Müller, logico e filosofo tedesco (Penig, n. 1684 - Lipsia, † 1761)

## Lottatori(2)
- Adolf Müller, lottatore svizzero (n. 1914 - † 2005)
- Otto Müller, lottatore svizzero (n. 1899)

## Marciatori(1)
- Hermann Müller, marciatore, maratoneta e mezzofondista tedesco (Berlino, n. 1885 - Berlino, † 1947)

## Matematiche(1)
- Edith Alice Müller, matematica e astronoma spagnola (n. 1918 - † 1995)

## Matematici(2)
- Emil Müller, matematico austriaco (Lanškroun, n. 1861 - Vienna, † 1927)
- John Müller, matematico, ingegnere e educatore tedesco (n. 1699 - † 1784)

## Medici(1)
- Valentin Müller, medico tedesco (Zeilitzheim, n. 1891 - Eichstätt, † 1951)

## Militari(3)
- Karl von Müller, militare tedesco (Hannover, n. 1873 - Braunschweig, † 1923)
- Siegfried Müller, militare e mercenario tedesco (Krosno Odrzańskie, n. 1920 - Boksburg, † 1983)
- Thomas Müller, militare tedesco (Monaco di Baviera, n. 1902 - † 1945)

## Musicisti(1)
- Wilhelm Christian Müller, musicista, insegnante e viaggiatore tedesco (Wasungen, n. 1752 - Brema, † 1831)

## Naturalisti(2)
- Otto Friedrich Müller, naturalista danese (Copenaghen, n. 1730 - Copenaghen, † 1784)
- Salomon Müller, naturalista tedesco (n. 1804 - † 1864)

## Numismatici(1)
- Ludvig Müller, numismatico e storico danese (n. 1809 - † 1891)

## Nuotatrici(1)
- Sigrid Müller, ex nuotatrice austriaca (Bruck an der Mur, n. 1943)

## Organari(2)
- Christian Müller, organaro tedesco (Sankt Andreasberg, n. 1690 - Amsterdam, † 1763)
- Johann Balthasar Müller, organaro svizzero (Rapperswil)

## Orientalisti(1)
- August Müller, orientalista tedesco (Stettino, n. 1848 - Königsberg, † 1892)

## Orientisti(1)
- Matthias Müller, orientista svizzero (n. 1982)

## Ostacolisti(1)
- Vít Müller, ostacolista e velocista ceco (Nymburk, n. 1996)

## Pallanuotisti(1)
- Otto Müller, pallanuotista austriaco (Vienna, n. 1910 - Vienna, † 1965)

## Pastori protestanti(1)
- Ludwig Müller, pastore protestante tedesco (Gütersloh, n. 1883 - Berlino, † 1945)

## Pattinatori artistici su ghiaccio(1)
- Mirko Müller, ex pattinatore artistico su ghiaccio tedesco (n. 1974)

## Pesiste(1)
- Ines Müller, ex pesista tedesca (Grimma, n. 1959)

## Piloti automobilistici(5)
- Jörg Müller, pilota automobilistico tedesco (Kerkrade, n. 1969)
- Dirk Müller, pilota automobilistico tedesco (Burbach, n. 1975)
- Herbert Müller, pilota automobilistico svizzero (Menziken, n. 1940 - Nürburg, † 1981)
- Nico Müller, pilota automobilistico svizzero (Thun, n. 1992)
- Sven Müller, pilota automobilistico tedesco (Magonza, n. 1992)

## Piloti motociclistici(3)
- Hermann Paul Müller, pilota motociclistico tedesco (Bielefeld, n. 1909 - Ingolstadt, † 1975)
- Jarno Müller, pilota motociclistico tedesco (Limbach-Oberfrohna, n. 1979)
- Hans Müller, pilota motociclistico svizzero (n. 1949)

## Pittori(6)
- Alfredo Müller, pittore italiano (Livorno, n. 1869 - Parigi, † 1939)
- Andreas Müller, pittore tedesco (Kassel, n. 1811 - Düsseldorf, † 1890)
- Edgar Müller, pittore tedesco (Mülheim an der Ruhr, n. 1968)
- Johannes Müller, pittore svizzero (Hundwil, n. 1806 - Stein, † 1897)
- Karl Müller, pittore tedesco (Darmstadt, n. 1818 - Bad Neuenahr-Ahrweiler, † 1893)
- Rudolf Müller, pittore svizzero (Basilea, n. 1802 - Roma, † 1885)

## Poeti(2)
- Friedrich Müller, poeta, drammaturgo e pittore tedesco (Kreuznach, n. 1749 - Roma, † 1825)
- Wilhelm Müller, poeta tedesco (Dessau, n. 1794 - Dessau, † 1827)

## Politici(8)
- Hermann Müller, politico tedesco (Mannheim, n. 1876 - Berlino, † 1931)
- Eduard Müller, politico austriaco (Oberwart, n. 1962)
- Eduard Müller, politico e avvocato svizzero (Dresda, n. 1848 - Berna, † 1919)
- Filinto Müller, politico e militare brasiliano (Cuiabá, n. 1900 - Saulx-les-Chartreux, † 1973)
- Josef Müller, politico tedesco (Steinwiesen, n. 1898 - Monaco di Baviera, † 1979)
- Lauro Severiano Müller, politico, diplomatico e ingegnere militare brasiliano (Itajaí, n. 1863 - Rio de Janeiro, † 1926)
- Leo Müller, politico, avvocato e notaio svizzero (Ruswil, n. 1958)
- Michael Müller, politico tedesco (Berlino Ovest, n. 1964)

## Registi(1)
- Hanns Christian Müller, regista e sceneggiatore tedesco (Monaco di Baviera, n. 1949)

## Rugbisti a 15(1)
- Fritz Müller, rugbista a 15 tedesco

## Scacchisti(2)
- Hans Müller, scacchista austriaco (Vienna, n. 1896 - Vienna, † 1971)
- Karsten Müller, scacchista tedesco (Amburgo, n. 1970)

## Schermidori(1)
- Camillo Müller, schermidore austriaco (Vienna, n. 1870 - Vienna, † 1936)

## Sciatori alpini(1)
- Peter Müller, ex sciatore alpino svizzero (Lambach, n. 1957)

## Sciatori freestyle(1)
- Tobias Müller, sciatore freestyle e sciatore alpino tedesco (Oberstdorf, n. 1992)

## Sciatrici alpine(3)
- Anne Marie Müller, ex sciatrice alpina norvegese (Hemsedal, n. 1980)
- Daniela Müller, ex sciatrice alpina austriaca (n. 1984)
- Tamara Müller, ex sciatrice alpina svizzera (n. 1977)

## Sciatrici freestyle(1)
- Katrin Müller, sciatrice freestyle svizzera (Dielsdorf, n. 1989)

## Scrittori(4)
- Adam Müller, scrittore, economista e filosofo tedesco (Berlino, n. 1779 - Vienna, † 1829)
- Leandro Müller, scrittore brasiliano (Juiz de Fora, n. 1978)
- Filip Müller, scrittore slovacco (Sereď, n. 1922 - Mannheim, † 2013)
- Karl Brand, scrittore, poeta e giornalista ceco (Wilkowitz, n. 1895 - Wilkowitz, † 1918)

## Scrittrici(1)
- Herta Müller, scrittrice, saggista e poetessa tedesca (Nitzkydorf, n. 1953)

## Scultori(1)
- Eduard Müller, scultore tedesco (Hildburghausen, n. 1828 - Roma, † 1895)

## Sensitive(1)
- Hélène Smith, sensitiva francese (Martigny, n. 1861 - Ginevra, † 1929)

## Siepisti(1)
- Ludwig Müller, siepista e mezzofondista tedesco (Wesel, n. 1932 - Kassel, † 2022)

## Slittiniste(1)
- Anna-Maria Müller, slittinista tedesca orientale (Friedrichroda, n. 1949 - Berlino, † 2009)

## Slittinisti(4)
- Florian Müller, slittinista tedesco (n. 2001)
- Jens Müller, ex slittinista tedesco (Torgau, n. 1965)
- Jonas Müller, slittinista austriaco (Bludenz, n. 1997)
- Yannick Müller, slittinista austriaco (n. 1999)

## Soprani(2)
- Maria Müller, soprano austriaco (Terezín, n. 1898 - Bayreuth, † 1958)
- Marianne Müller, soprano e attrice teatrale tedesca (Magonza, n. 1772 - Berlino, † 1851)

## Storici(3)
- Johannes von Müller, storico e politico svizzero (Sciaffusa, n. 1752 - Kassel, † 1809)
- Christian Müller, storico tedesco (Witten, n. 1976)
- Rolf-Dieter Müller, storico e politologo tedesco (Braunschweig, n. 1949)

## Tenniste(1)
- Martina Müller, tennista tedesca (Hannover, n. 1982)

## Tennisti(2)
- Alexandre Müller, tennista francese (Poissy, n. 1997)
- Gilles Müller, ex tennista lussemburghese (Lussemburgo, n. 1983)

## Velociste(1)
- Laura Müller, velocista tedesca (Dudweiler, n. 1995)

## Velocisti(1)
- Helmar Müller, velocista tedesco (Sombor, n. 1939 - † 2023)

## Vescovi cattolici(3)
- Gaetano Müller, vescovo cattolico italiano (Napoli, n. 1850 - Gallipoli, † 1935)
- Georg Müller, vescovo cattolico tedesco (Volkesfeld, n. 1951 - Münster, † 2015)
- Manfred Müller, vescovo cattolico tedesco (Augusta, n. 1926 - Mallersdorf-Pfaffenberg, † 2015)

## Vescovi vetero-cattolici(1)
- Fritz-René Müller, vescovo vetero-cattolico svizzero (Rheinfelden, n. 1939)

## Zoologi(1)
- Philipp Ludwig Statius Müller, zoologo tedesco (Esens, n. 1725 - Erlangen, † 1776)